# Diego Otero
Diego Otero Téllez (Toledo, 12 de febrero de 1987) es un actor y modelo español. Ha actuado en series como La piloto haciendo de El Buitre.

## Carrera
Formado como futbolista en el equipo de juveniles del Getafe Club de Fútbol, en el año 2011 se convirtió en el ganador del concurso de belleza masculina Míster España, representando a Toledo.
Incursionó en la televisión mexicana en el año 2016 en la telenovela Sueño de amor, en el 2017 participó en las producciones de la cadena Televisa La doble vida de Estela Carrillo y Enamorándome de Ramón. En 2018 actuó en la serie Por amar sin ley. Ese mismo año llegó a Univision para interpretar a El Buitre en la producción La piloto.

## Filmografía

### Televisión
| Televisión | Televisión                       | Televisión  | Televisión |
| Año        | Título                           | Personaje   | Emisión    |
| ---------- | -------------------------------- | ----------- | ---------- |
| 2018       | La piloto (2)                    | Buitre      | Televisa   |
| 2018       | Por amar sin ley                 | Claudio     | Televisa   |
| 2018       | Silvia Pinal, frente a ti        | Luis Miguel | Televisa   |
| 2017       | La Rosa de Guadalupe             | Varios      | Televisa   |
| 2017       | Enamorándome de Ramón            |             | Televisa   |
| 2017       | La doble vida de Estela Carrillo |             | Televisa   |
| 2016       | Sueño de amor                    |             | Televisa   |